# فريد ترمب
فَرِيد ترَامْب (بالإنجليزية: Frederick Christ Trump) (11 أكتوبر 1905 - 25 يونيو 1999)، مطوِّر عقاري، ومستثمر أمريكي وهو والد كل من رئيس الولايات المتحدة دونالد ترامب والقاضية في محكمة استئناف الولايات المتحدة ماريان ترامب باري.
توفي فريدريك، وهو والد فريد ترامب، حين كان الأخير في الثانية عشر من العمر، واستطاع فريد حين بلوغه لسنِ الخامسة عشر في مراهقته بالتعاون مع والدته إليزابيث كرايست ترامب ومستثمرون آخرون من غير عائلته بأن يبدأ سيرة مهنية في تشييد المنازل وبيعها. وحازت شركته على التسجيل عام 1927، واستطاع فريد تنمية أعماله في بناء وإدارة المنازل المخصصة للعائلات والثكنات السكنية والشقق المرفقة بالحدائق الخاصة بالبحرية الأمريكية في منطقة كوينز النيويوركية بالقرب من أحواض بناء السفن على طول الساحل الشرقي للولايات المتحدة، كما قام ببناء أكثر من سبعة وعشرين ألف شقة سكنية في مدينة نيويورك وحدها.
خضع فريد ترامب للتحقيق من قبل لجنة مستفيدي الحرب التابعة لمجلس الشيوخ الأمريكي عام 1954، ومن قِبل قسم الحقوق المدنية التابع لوزارة العدل الأمريكية عن انتهاكات للحقوق المدنية ارتكبها فريد عام 1973. توفي في نيو هايد بارك على إثر إصابته بذات الرئة.

## النشأة
ولِد فريدريك كرايست ترامب في حي ذا برونكس بمدينة نيويورك بتاريخ 11 أكتوبر عام 1905. كان فريد أحد أبناء المُهاجريّن الألمانييّن اللوثرييّن المدعوان إليزابيث (ولِدت باسم كرايست) وفريدريك. وكان لفريد شقيق أصغر منه يُدعى جون وله شقيقة أكبر منه تُدعى إليزابيث ترامب وولترز.
كان والده فريدريك (الذي كان اسمه سابقاً بالألمانية فريدريش) قد هاجر إلى مدينة نيويورك عام 1885 من قرية كالشتات الواقعة بمنطقة بالاتينات (كانت حينها جزءاً من مملكة بافاريا في الإمبراطورية الألمانية)، واستطاع فريدريك جني ثروة خلال حمى ذهب كلوندايك. ثم عاد إلى قريته كالشتات وتزوج من إليزابيث كرايست وهي ابنة أحد جيرانه السابقين عام 1902، وكانت إليزابيث أصغر منه بأحد عشر عاماً.:pp. 94
سُجِلَ اسم عائلة فريدريك على أنه «ترامبف» بالخطأ حين قام بتسجيل اسمه على قائمة ركاب السفينة التي هاجر على متنها صوب الولايات المتحدة. وذكر الصحفي بريت بيترسون من صحيفة بوسطن غلوب أن العائلة كانت قد غيرت لفظ اسم العائلة من «درامبف» ليصبح «ترامب» خلال حرب الثلاثين عام في القرن السابع عشر.
انتقلت عائلة فريد بعيد ولادته إلى حي وود هيفن بمنطقة كوينز من مدينة نيويورك. وتوفي والد فريد على أثر جائحة إنفلونزا عام 1918 خلال ذلك العام، وكان فريد حينها في الثانية عشر من العمر. وحضر ثانوية ريتشموند هيل بكوينز من 1918 حتى عام 1923.

## السيرة المهنية
عمل فريد في النجارة وأخذ دروساً في مجال قراءة المخططات. واستطاع إكمال بناء أول منزل بعد تخرجه بسنتين، وشكلت له أمه شركة وأدارتها قانونياً بسبب كونه قاصراً حتى بلغ فريد الواحد والعشرين من العمر. بلغ عدد المنازل التي بناها فريد حتى عام 1926 العشرين منزل في منطقة كوينز. وساعد في منتصف ثلاثينيات القرن العشرين خلال الكساد الكبير على ريادة مبدأ السوبرماركت؛ حيث افتتح «ترامب ماركت» في حي وود هيفن بكوينز، واتخذ هذا المتجر من عبارة «اخدم نفسك ووفر» شعاراً له وحازت الفكرة على شعبية كبيرة. وقام فريد ببيع المتجر إلى سلسلة أسواق كينغ كولين بعد مرور عام واحد.

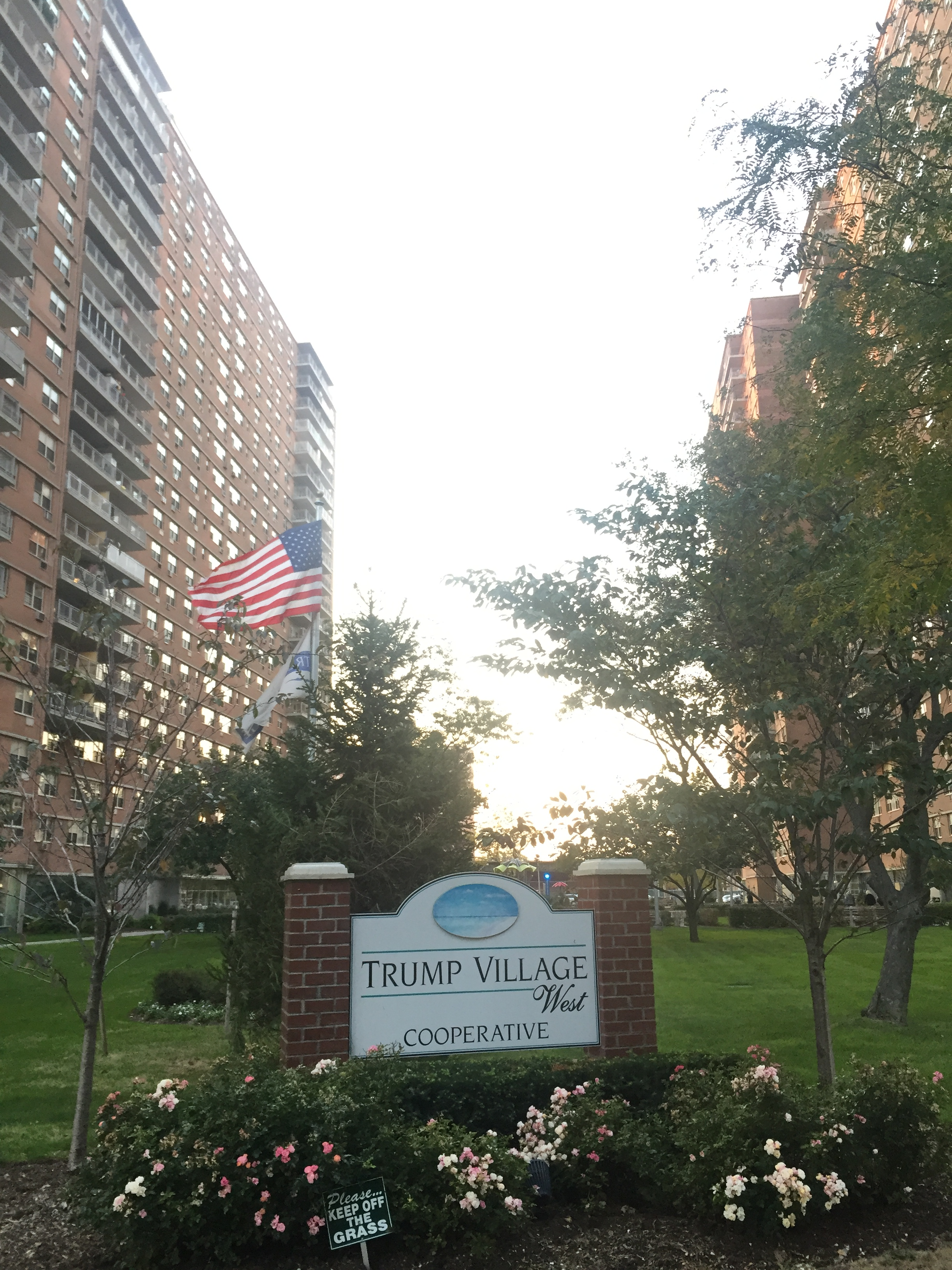
مجمع "قرية ترامب" السكني ببروكلين الذي بناه فريد ترامب خلال الفترة من 1963 حتى عام 1964.

قام فريد خلال الحرب العالمية الثانية ببناء ثكنات وشقق مرفقة بحدائق لموظفي البحرية الأمريكية بالقرب من أحواض السفن الكبرى على طول الساحل الشرقي للولايات المتحدة ومنها مدن تشيستر ونيوبورت نيوز ونورفولك. وتوسع نشاطه بعدما وضعت الحرب أوزارها ليمتد إلى مجال الإسكان الخاص بأصحاب الدخل المتوسّط لعائلات الجنود العائدين، فبنى شققاً في إحدى أحياء منطقة بروكلين عام 1949 وبالقرب من كوني آيلاند عام 1950 (وصل مجموعها إلى 2,700 شقة). وبنى خلال الفترة من 1963 حتى عام 1964 مجمعاً سكنياً بتكلفة 70 مليون دولار في بروكلين يتألف من سبعة مباني يدعى «قرية ترامب».
كان فريد ترامب يكذب على أصدقاءه ومعارفه حيال أصوله الألمانية ويخبرهم عوضاً عن ذلك بأن أصوله سويدية. ويعود هذا إلى أن الولايات المتحدة قاتلت ضد ألمانيا النازية في الحرب كما وقام النازيون باضطهاد اليهود وارتكاب الهولوكوست، لذلك فلم يرد ربط نفسه بألمانيا. واستمر فريد على هذا الأمر حتى بعد مضي عقود على نهاية الحرب العالمية الثانية، ويقول ابن أخيه جون وولتر «ارتبط مع الكثير من المستأجرين اليهود ولم يكن من الأمور الجيدة أن يكون المرء ألمانياً في تلك الأيام.»
عمِلَ دونالد لدى والده في «شركة إدارة ترامب» عام 1968، وأصبح رئيس هذه الشركة بحلول عام 1971. وغير اسمها عام 1980 ليصبح «منظمة ترامب». وكان دونالد قد أخذ قرضاً بقيمة مليون دولار من والده خلال منتصف السبعينيات (وذكرت تقارير صحفية وصول مجموع القروض إلى أكثر من 14 مليون دولار). وهذا ما مكن دونالد من دخول مجال التطوير العقاري بمنطقة مانهاتن، بينما ظل نطاق عمل والده محصوراً على منطقتي كوينز وبروكلين. وقال دونالد حول الأمر: «كان الأمرُ جيداً بالنسبةِ لي»، وقال فيما بعد: «أني كنتُ ابن شخص هام فكنت لواجهت منافسة. وحصلت على مانهاتن كلها لنفسي بهذه الطريقة.»
أصبح فريد صديقاً مع السفير الإسرائيلي في الأمم المتحدة بنيامين نتانياهو خلال الثمانينيات، والذي سيصبح في المستقبل رئيس وزراء إسرائيل.

## آراءه
كان فريد من الناشطين والمقدمين للتبرعات الخيرية في جماعة جيش الخلاص والكشافة الأمريكية وإحدى منظمات المكفوفين. كما قدم فريد الأموال للمدرسة التي حضر فيها أولاده، وكان عضواً في مجلس مدرائها.
كان فريد ترامب من الداعمين للقضايا والمؤسسات اليهودية والإسرائيلية فقام مثلاً بالتبرع لأرض لبناء مركز يهودي في شارع فلاتبوش الواقع بحي بروكلين، كما قدم دعماً كبيراً لإحدى الاكتتابيات المالية التابعة للحكومة الإسرائيلية. وقدم تبرعات خيرية لمستشفى لونغ آيلاند اليهودي الواقع بمنطقة مانهاتن من المدينة.

## الحياة الشخصية
كان فريد لوثري وتزوج من ماري آن ماكلويد وهي مشيخية من أصول اسكتلندية عام 1936. واستقر فريد وماري في البداية بحي جامايكا الواقع بمنطقة كوينز. وأنجبا خمسة أولاد.
عانى ترامب من مرض الزهايمر لمدة ستة سنوات، وأصيب بذات الرئة في شهر يونيو عام 1999 وتم إدخاله إلى المركز الطبي اليهودي في لونغ آيلاند الواقع بنيو هايد بارك، وتوفي عن عمر يناهز 93 عاماً يوم 25 يونيو من نفس العام. وتوفيت زوجته ماري في السنة التالية يوم 7 أغسطس عام 2000 عن عمر 88 عاماً.

## وصلات خارجية
- فريد ترمب على موقع فايند أغريف (بالإنجليزية)